# Cochrane District
Cochrane District är ett distrikt i provinsen Ontario i Kanada.  Det ligger i norra delen av provinsen.

## Kommuner
I distriktet finns följande kommuner:
| Kommun               | Kommuntyp |
| -------------------- | --------- |
| Timmins              | City      |
| Cochrane             | Town      |
| Hearst               | Town      |
| Iroquois Falls       | Town      |
| Kapuskasing          | Town      |
| Moosonee             | Town      |
| Smooth Rock Falls    | Town      |
| Black River-Matheson | Township  |
| Fauquier-Strickland  | Township  |
| Mattice-Val Côté     | Township  |
| Moonbeam             | Township  |
| Opasatika            | Township  |
| Val Rita-Harty       | Township  |

Dessutom finns sju indianreservat:
- Abitibi 70
- Constance Lake 92
- Factory Island 1
- Flying Post 73
- Fort Albany 67
- Moose Factory 68
- New Post 69A